# Aushiri
Aushiri (Auxira), pleme američkih Indijanaca porodice zaparoan naseljeno na pritokama desne obale Napoa u Peruu. Jezik im je nestao a najsrodniji su Arabelama. Ne smiju se brkati s Indijancima Auishiri ili Abishira s jezera Vacacocha.